# Fribourg Olympic Basket
Fribourg Olympic Basket is een Zwitserse basketbalclub uit Fribourg opgericht in 1961. De club is recordkampioen van Zwitserland.

## Geschiedenis
De club ontstond in 1961 uit een fusie van de twee plaatselijke clubs Fribourg Basket en Olympic Basket beide opgericht net na de Tweede Wereldoorlog. De club kende van het begin meteen succes met een tweede plaats in 1965 in de competitie en de eerste landstitel al een seizoen later in 1966. Doorheen de jaren verzamelde de club 22 landstitels en werd elf keer tweede. Daarnaast won de club ook meermaals de Zwitserse landsbeker.

## Erelijst
- Zwitsers landskampioen: 1966, 1971, 1973, 1974, 1978, 1979, 1981, 1982, 1985, 1992, 1997, 1998, 1999, 2007, 2008, 2016, 2018, 2019, 2021, 2022, 2023, 2024
  - Tweede: 1965, 1967, 1968, 1969, 1972, 1976, 1977, 1983, 1989, 1994, 1995, 1996, 2002, 2003, 2004, 2010, 2011
- Zwitserse basketbalbeker: 1967, 1976, 1978, 1997, 1998, 2007, 2016, 2018, 2019, 2022, 2023, 2024
- SBL Cup: 2007, 2008, 2009, 2010, 2018, 2020, 2022, 2024

## Coaches
| Jaar      | Coach            |
| --------- | ---------------- |
| 1999-2001 | Ken Scalabroni   |
| 2001      | Milutin Nikolić  |
| 2001-2005 | Patrick Koller   |
| 2005-2013 | Damien Leyrolles |
| 2013-2023 | Petar Aleksić    |
| 2023-     | Thibaut Petit    |

## Bekende (oud-)spelers
| - Douglas Tshomba - Kristijan Krajina - Raijon Kelly |